# ساندرا ميرا ستارلينغ
ساندرا ميرا ستارلينغ (16 يناير 1944 - 14 ديسمبر 2021) سياسية برازيلية. كانت عضوًا في حزب العمال، وعملت في مجلس النواب من 1991 إلى 1999 والجمعية التشريعية في ميناس جيرايس من 1987 إلى 1991.